# Алекно, Владимир Романович
Влади́мир Рома́нович Але́кно (род. 4 декабря 1966, Полоцк) — советский и российский волейболист, заслуженный тренер России (2012). Главный тренер мужской сборной России (в 2007—2008, 2011—2012 и 2015—2016 годах), которую привёл к победе на Олимпийских играх в Лондоне (2012); главный тренер мужской сборной Ирана (2020—2021).

## Биография
Родился 4 декабря 1966 года в Полоцке. Мать Владимира Алекно — белоруска, отец — литовец. В волейбол начал играть с десяти лет (первый тренер — Евгений Борисович Рудов), в 1980 году поступил в Минский спортинтернат. В 1990 году окончил ГЦОЛИФК.

### Игровая карьера
Выступал на позиции центрального блокирующего в минском СКА, ЦСКА, болгарском «Левски», итальянских «Асти» и «Сполето», французских «Канне» и «Туре».
В составе ЦСКА дважды становился чемпионом СССР (1985/86, 1986/87), выигрывал Кубок СССР (1985) и Кубок Европейских чемпионов (1985/86). Чемпион Болгарии (1990/91), чемпион и обладатель Кубка Франции (1994/95).
В 1988 году Владимир Алекно являлся кандидатом в сборную СССР, участвовал в подготовке к Олимпийским играм в Сеуле, но не был включён Геннадием Паршиным в состав олимпийской команды.

### Тренерская карьера

#### «Тур»
В 1999 году Владимир Алекно стал играющим тренером французского «Тура», сменив на посту наставника команды болгарина Христо Илиева. В сезоне-1999/2000 «Тур» занял четвёртое место в национальном чемпионате и дошёл до финала Кубка Франции. Завершив игровую карьеру и сосредоточившись на тренерской, Алекно за короткий срок превратил невзрачную некогда команду в одну из лучших в стране, а в 2004-м привёл «Тур» к первой в истории клуба победе в национальной лиге.

#### «Динамо»
Успешная работа начинающего тренера во Франции не осталась незамеченной в России. В том же 2004 году, по окончании контракта с французским клубом, Алекно при поддержке генерального директора Всероссийской федерации волейбола Юрия Сапеги принял предложение поработать в Суперлиге. Начав в «Луче», Алекно в начале 2005 года занял пост главного тренера московского «Динамо», а в сезоне-2005/06 выиграл с «бело-голубыми» чемпионат России.
1 марта 2007 года вскоре после того, как «Динамо» стало обладателем Кубка страны, Владимир Алекно был выбран главным тренером мужской сборной России. До мая 2007 года совмещал работу главного тренера сборной с работой в «Динамо» с целью подготовки столичного клуба к домашнему «Финалу четырёх» Лиги чемпионов, который закончился неудачно — «Динамо» потерпело поражение от бывшего клуба своего наставника, французского «Тура», являвшегося к этому времени уже не лидером, а середняком чемпионата Франции. В финале чемпионата России «Динамо» уступило казанским одноклубникам.

#### «Зенит»
По окончании чемпионата России-2007/08 Владимир Алекно подписал контракт с клубом «Динамо-Таттрансгаз» (ныне — «Зенит») и с 1 июля 2008 года официально совмещал должности главного тренера в сборной России и казанской команде.
В сезоне 2008/09 годов Владимир Алекно привёл «Зенит» к победе в чемпионате России и стал первым тренером, побеждавшим в национальном чемпионате с двумя разными клубами. В декабре 2009 года казанская команда под его руководством выиграла Кубок России, а в 2010—2012 годах — три национальных чемпионата подряд. Сезон 2011/12 годов был также ознаменован победой «Зенита» в Лиге чемпионов.
Четыре года подряд, начиная с сезона-2014/15, команда Алекно неизменно становилась победителем Кубка, чемпионата России и Лиги чемпионов и, кроме того, в декабре 2017 года «Зенит» завоевал золото клубного чемпионата мира.
В сезоне-2019/20 брал перерыв и фактически выполнял функции консультанта молодого тренера Алексея Вербова, который спустя год вновь пришёл к руководству командой. В общей сложности Алекно работал в «Зените» на протяжении 13 сезонов и в качестве главного тренера выиграл 29 трофеев. После окончания сезона-2020/21 ушёл в отставку, о чём объявил заранее, в феврале 2021 года.

#### Сборная России
Впервые пост главного тренера мужской сборной России Владимир Алекно занял 1 марта 2007 года, выиграв выборы, организованные Всероссийской федерацией волейбола. Он стал самым молодым из всех тренеров российских сборных по игровым олимпийским видам спорта, придя на смену знаменитому сербскому специалисту Зорану Гаичу.
В 2007 году сборная России выступала достаточно ровно, став серебряным призёром Мировой лиги, чемпионата Европы и Кубка мира. Последний успех принёс сборной России путёвку на Олимпийские игры-2008 в Пекине, где команда выиграла бронзовые медали.
Осенью 2008 года по истечении срока контракта со сборной России Алекно не стал выдвигать свою заявку на замещение вакантной должности главного тренера сборной, и 17 февраля 2009 года его преемником на безальтернативной основе был выбран итальянский специалист Даниэле Баньоли.
22 декабря 2010 года Владимир Алекно во второй раз в карьере был выбран главным тренером мужской сборной России. В 2011 году под его руководством национальная команда впервые в российской истории выиграла сразу два турнира под эгидой FIVB — Мировую лигу и Кубок мира, завоевав вместе с последней победой право участвовать на Олимпийских играх в Лондоне.
Выдающимся событием стала победа сборной 12 августа 2012 года в финале летних Олимпийских игр в Лондоне. В матче со сборной Бразилии после счёта 0:2 Алекно произвёл неординарные перестановки, которые изменили ход игры и привели сборную России к победе в невероятно драматичном поединке.
29 декабря 2012 года на пресс-конференции после финального матча Кубка России Владимир Алекно объявил о решении покинуть пост главного тренера сборной России по состоянию здоровья.
30 июня 2015 года после отставки Андрея Воронкова Владимир Алекно заявил о готовности вернуться в сборную России и 17 июля возглавил её в третий раз за карьеру. На Олимпийских играх 2016 года в Рио-де-Жанейро национальная команда заняла 4-е место, после чего Алекно завершил с ней работу.

#### Сборная Ирана
23 ноября 2020 года возглавил сборную Ирана, которой руководил в розыгрыше Лиги наций (12-е место) и на Олимпийских играх в Токио (9-е место).

### Семья
Сын Владимира Алекно Лоран (род. в 1996 г.) выступал в амплуа связующего за казанский «Зенит». Дочь Екатерина (род. в 1987) живёт и работает в Париже.

### Общественная деятельность
В марте 2017 года вошёл в состав Общественной палаты Российской Федерации.
В 2024 году был доверенным лицом кандидата в президенты России Владимира Путина.

## Достижения в тренерской карьере

### С клубами
- Финалист (2000) и обладатель Кубка Франции (2003).
- Чемпион Франции (2003/04), серебряный призёр чемпионата Франции (2002/03).
- 10-кратный чемпион России (2005/06, 2008/09, 2009/10, 2010/11, 2011/12, 2013/14, 2014/15, 2015/16, 2016/17, 2017/18), серебряный (2006/07, 2018/19, 2024/25) и бронзовый (2012/13) призёр чемпионата России.
- 7-кратный обладатель Кубка России (2006, 2009, 2014, 2015, 2016, 2017, 2018), финалист Кубка России (2005, 2007, 2012).
- 8-кратный обладатель Суперкубка России (2010, 2011, 2012, 2015, 2016, 2017, 2018, 2020).
- 5-кратный победитель Лиги чемпионов (2011/12, 2014/15, 2015/16, 2016/17, 2017/18).
- Победитель чемпионата мира среди клубов (2017).
- Финалист Лиги чемпионов (2010/11, 2018/19) и чемпионата мира среди клубов (2015, 2016).
- Бронзовый призёр Лиги чемпионов (2003/04, 2006/07, 2012/13) и чемпионата мира среди клубов (2009, 2011).

### Со сборной России
- Чемпион Олимпийских игр (2012).
- Победитель Мировой лиги (2011).
- Победитель Кубка мира (2011).
- Серебряный призёр Мировой лиги (2007).
- Серебряный призёр чемпионата Европы (2007).
- Серебряный призёр Кубка мира (2007).
- Бронзовый призёр Мировой лиги (2008).
- Бронзовый призёр Олимпийских игр (2008).

## Награды и звания
- Орден Почёта (2 февраля 2013 года) — за успешную подготовку спортсменов, добившихся высоких спортивных достижений на Играх ХХХ Олимпиады 2012 года в городе Лондоне (Великобритания)[20].
- Орден Дружбы (17 июля 2019 года) — за заслуги в развитии физической культуры и спорта, многолетнюю добросовестную работу[21].
- Заслуженный тренер России (4 мая 2012 года)[1].
- Заслуженный тренер Республики Татарстан (16 августа 2012 года)[22].
- Почётный гражданин Казани (23 августа 2012 года)[23].